# Цао Жуй
Цао Жуй (кит. 曹叡, пиньинь Cáo Rùi, 205 — 22 января 239), взрослое имя Юаньчжун (кит. трад. 元仲, пиньинь Yuánzhòng) — второй правитель царства Вэй эпохи Троецарствия в Китае. Посмертное имя — Мин-ди (明帝), храмовое имя — Ле-цзу (烈祖).

## Биография
Цао Жуй родился, когда его дед Цао Цао был ещё всего лишь одним из враждующих между собой властителей периода конца династии Хань. В 204 году Цао Цао захватил жену Юань Си (сына Юань Шао) госпожу Чжэнь и вынудил её выйти замуж за своего сына Цао Пэя. Так как их сын Цао Жуй родился лишь через 8 месяцев после свадьбы, это дало основание для утверждений, что на самом деле Цао Жуй является родным сыном Юань Си, а не Цао Пэя. Наложница Го Нюйван впоследствии воспользовалась этим обстоятельствам для создания разлада между Цао Пэем и госпожой Чжэнь. Когда в 220 году после смерти отца Цао Пэй сместил с трона императора Сянь-ди и объявил об основании новой династии Вэй, то госпоже Чжэнь не было дозволено отправиться с ним в новую столицу Лоян, а в 221 году ей было приказано совершить самоубийство.
Несмотря на то, что Цао Жуй был старшим из сыновей Цао Пэя, из-за неясности происхождения он не был объявлен наследником престола, а лишь получил в 222 году титул Пинъюаньского князя. Однако в 226 году Цао Пэй серьёзно заболел, и всё-таки объявил Цао Жуя наследником престола; на смертном одре Цао Пэй поручил заботиться о Цао Жуе Цао Чжэню, Чэнь Цюню и Сыма И. Вскоре после этого Цао Пэй скончался, и Цао Жуй вступил на престол в возрасте 21 года.
Заняв трон, Цао Жуй тут же выделил уделы регентам, приставленным к нему отцом. Тем самым он оказал им почести и оставил возможность давать советы по управлению, но и одновременно отдалил от трона. Параллельно с этим он организовал поиск новых талантов[неизвестный термин], и приблизил к себе новых чиновников. При принятии важных решений он предпочитал выслушивать различные мнения, не позволяя отдельным чиновникам приобрести слишком большое влияние. Цао Жуй предпочитал управлять империей осторожно, избегая рисков.
Тем временем Чжугэ Лян, ставший регентом при несовершеннолетнем правителе царства Шу Лю Шане, стал совершать нападения на Вэй. Во время каждого из вторжений Цао Жуй концентрировал войска в Чанъане, после чего отбивал нападение. После смерти Чжугэ Ляна в 234 году его преемники отказались от столь агрессивного стиля ведения войны.
Не меньше проблем доставляло и расположенное в устье Янцзы царство У: первое нападение его войск на Вэй состоялось всего через два месяца после восшествия Цао Жуя на престол. В 234 году У сумело скоординировать свои действия с Шу, но Цао Жуй лично привёл армию на помощь генералу Мань Чуну, и царство Вэй сумело отбиться и на этот раз.
Тем временем на северо-востоке губернатор Ляодуна Гунсунь Юань провозгласил создание независимого государства Янь. В 238 году вэйский двор приказал Сыма И покончить с сепаратистами. В результате Ляодунского похода государство Янь было уничтожено, а клан Гунсунь — вырезан.
Почти сразу после восшествия на престол Цао Жуй развернул огромное строительство дворцов. Частично это было вызвано необходимостью восстановления столицы, уничтоженной войсками Дун Чжо, однако он пошёл гораздо дальше простого восстановления разрушенного, существенно истощив государственную казну.
Ещё когда Цао Жуй взошёл на престол, все ожидали, что он сделает свою супругу Юй императрицей, однако вместо этого он изгнал её, а императрицей в 227 году объявил наложницу Мао. Однако, несмотря на наличие большого гарема, все сыновья Цао Жуя умирали во младенчестве, и поэтому он усыновил Цао Фана и Цао Сюня. В 237 году Цао Жуй совершил поступок, не совершавшийся ранее в китайской истории (и не повторявшийся впоследствии): он сам дал себе храмовое имя Ле-цзу и приказал, чтобы храм, который возведут для него, никогда бы не разрушался (по конфуцианским традициям храмы, посвящённые правителям, кроме храма основателя династии, разрушаются через шесть поколений). Он поступил так, очевидно, опасаясь, что ему дадут неподобающее храмовое имя (или вообще не дадут) и что его храм скоро будет разрушен из-за отсутствия родных сыновей и его неясного происхождения.
В этом же году он приказал императрице Мао совершить самоубийство.
В 238 году Цао Жуй заболел. Он сделал императрицей свою новую фаворитку — наложницу Го, и решил назначить своим преемником приёмного сына Цао Фана, но развернулась борьба за то, кто станет при нём регентом. В итоге 7-летний Цао Фан официально объявлен наследником престола лишь весной 239 года, и в тот же день Цао Жуй скончался.

## Девизы правления
- Тайхэ (太和 Tàihé) 227—233
- Цинлун (青龍 Qīnglóng) 233—237
- Цзинчу (景初 Jǐngchū) 237—239